# Hydroxyde double lamellaire
« Slimane Dris est un artiste algérien, humoriste et comédien, diplômé de l’Institut Supérieur des Métiers des Arts du Spectacle et de l’Audiovisuel (ISMAS) à Alger, où il a étudié l’art de l’acteur et la critique théâtrale. Il est connu pour son style mêlant stand-up, humour kabyle et anecdotes de la vie quotidienne. Il développe également des projets créatifs comme des pièces de théâtre et des vidéos publicitaires, notamment en lien avec la culture algérienne et populaire. »

## Synthèse
Plusieurs méthodes de synthèse ont été développés pour l'obtention de HDLs. La méthode la plus utilisée est la coprécipitation, qui consiste à faire précipiter simultanément les cations divalents et trivalents par ajout d’une solution basique (NaOH, NaHCO3 et/ou Na2CO3). Elle peut être réalisée à forte sursaturation ou à faible sursaturation, ou encore à pH constant ou pH variable,. Le pH joue notamment un rôle crucial dans la morphologie, structure et composition chimique du HDL. Il est également possible d'obtenir des HDLs en utilisant de l'urée qui s'hydrolyse lentement durant la réaction, ce qui permet d'obtenir une bonne cristallinité,. Dans ce cas, les sels métalliques sont simplement mélangés à un excès d’urée et le mélange est chauffé à une température supérieure à la température de décomposition de l’urée (100 °C). Lors de la décomposition de l’urée, des ions OH– sont libérés et précipitent les sels métalliques. Étant donné que l’hydrolyse de l’urée dépend de la température et du temps, il est possible de contrôler la cinétique de co-précipitation en jouant sur ces deux paramètres.
Ces procédés sont généralement suivis d'un traitement hydrothermal afin de contrôler la taille des cristallites ou d'améliorer la cristallinité,.
Les HDLs peuvent aussi être synthétisés par électrochimie, par procédés sol-gel, par mécanochimie, par irradiation aux micro-ondes ou encore par échange ionique à partir d'un précurseur. Les HDLs peuvent être déposés sur différents supports, comme des nanotubes de carbone à parois multiples ou du graphène.

## Structure
Les HDLs peuvent être considérés comme des dérivés d'hydroxydes de cations divalents, avec une structure typique de couche brucite (Mg(OH)2), par oxydation ou remplacement de cations dans les couches métalliques, de manière à leur donner une charge électrique positive en excès ; et l'intercalation de couches d'anions supplémentaires (A) entre les couches d'hydroxyde pour neutraliser cette charge, aboutissant à la structure [M1−x2+Mx3+(OH)2]x+[An−]x/n·y H2O.
Les feuillets des HDL peuvent adopter une très grande variété de composition en modulant soit la nature chimique de MII et MIII (Mg, Zn, Ni, Co, Cu et Al, Cr, Fe, Co, Ga…) soit le rapport MIII/MII. La charge du feuillet et donc la capacité d’échange anionique de ces matrices sont directement liées à ce rapport et au taux de substitution. L'espace interfeuillet des HDL peut également accueillir toute une variété d'anions A, allant des anions inorganiques, des complexes, des hétéropolyanions, jusqu’à des anions organiques et des biomolécules (acides aminés, ADN, ATP.)...
Selon Miyata, la constante d'équilibre de l'échange anionique varie selon l'ordre CO32− > HPO42− > SO42− pour les anions divalents et OH− > F− > Cl− > Br− > NO3− > I− pour les anions monovalents, mais cet ordre n'est pas universel et varie selon la nature du HDL.
La distance interlamellaire est directement liée à la taille de l’anion et à son orientation entre les feuillets.

## Caractérisation
De nombreuses méthodes de caractérisation existent pour étudier la nature, composition et structure des HDLs,. La cristallographie aux rayons X permet notamment d'identifier les phases et le degré de cristallinité, mais également la méthode d'intercalation si la mesure est effectuée in situ. Les techniques de microscopie électronique à balayage et en transmission permettent de visualiser la morphologie des cristaux ou les paramètres de maille de la structure. L'analyse thermogravimétrique permet d'estimer la teneur en eau de l'espace interlamellaire et de définir la composition du HDL. Les différentes techniques spectrocopiques (absorption, infrarouge, Raman, RMN) et de diffraction permettent de suivre l'évolution structurale et la composition interlamellaire lors d'échanges anioniques.

## Applications
La structure des HDL décrite précédemment leur confère des propriétés d’échangeurs anioniques intéressantes. Les capacités d’échange anionique des HDL sont relativement élevées (~ 4 mol/kg), en particulier en comparaison d’autres échangeurs ioniques telles que les argiles cationiques. Les anions situés dans les régions intercalaires peuvent être remplacés facilement. Une large variété d'anions peut être incorporée, allant de simples anions inorganiques (par exemple les carbonates) jusqu'aux anions organiques (par exemple benzoate, succinate,) et même des biomolécules complexes, y compris l'ADN. De plus, les HDL étant biocompatibles, cela a conduit à un intérêt intense pour l'utilisation des HDLs pour des applications avancées dans le biomédical, où des molécules de médicament telles que l'ibuprofène peuvent être intercalées. Les nanocomposites résultants ont un potentiel d'utilisation dans des systèmes à libération contrôlée, ce qui pourrait réduire la fréquence des doses de médicaments nécessaires pour traiter un trouble. Il est également possible d'intercaler des inhibiteurs de corrosion pour limiter les phénomènes de corrosion des métaux.
Les HDLs présentent des propriétés d'intercalation sélectives de forme. L'intercalation sélective d'ions tels que les benzènedicarboxylates et les nitrophénols dans LiAl2-Cl a une importance car ils sont produits dans des mélanges isomères à partir de résidus de pétrole brut et il est souvent souhaitable d'isoler une seule forme, par exemple dans la production de polymères.
Les HDLs ont également de nombreuses applications en catalyse, électrocatalyse et photocatalyse,, notamment pour l'électrolyse de l'eau ou dans l'adsorption ou intercalation de CO2 et de polluants. Ils peuvent être utilisés en tant que matériau d'électrode pour le stockage d'énergie (batterie, supercondensateur) ou pour le développement de biocapteurs. Les propriétés d'échange peuvent également être modifiées et contrôlées par polarisation électrochimique,.
Le caractère bidimensionnel des HDL et leur anisotropie les rendent aussi intéressants en tant qu'additifs dans certaines matrices polymères pour induire un effet barrière, une meilleure résistance à la chaleur et accroître leur stabilité. Pour certaines compositions d’HDL, des propriétés anticorrosives sur les aciers ont également été décrites.